# Alois Scheibenreif

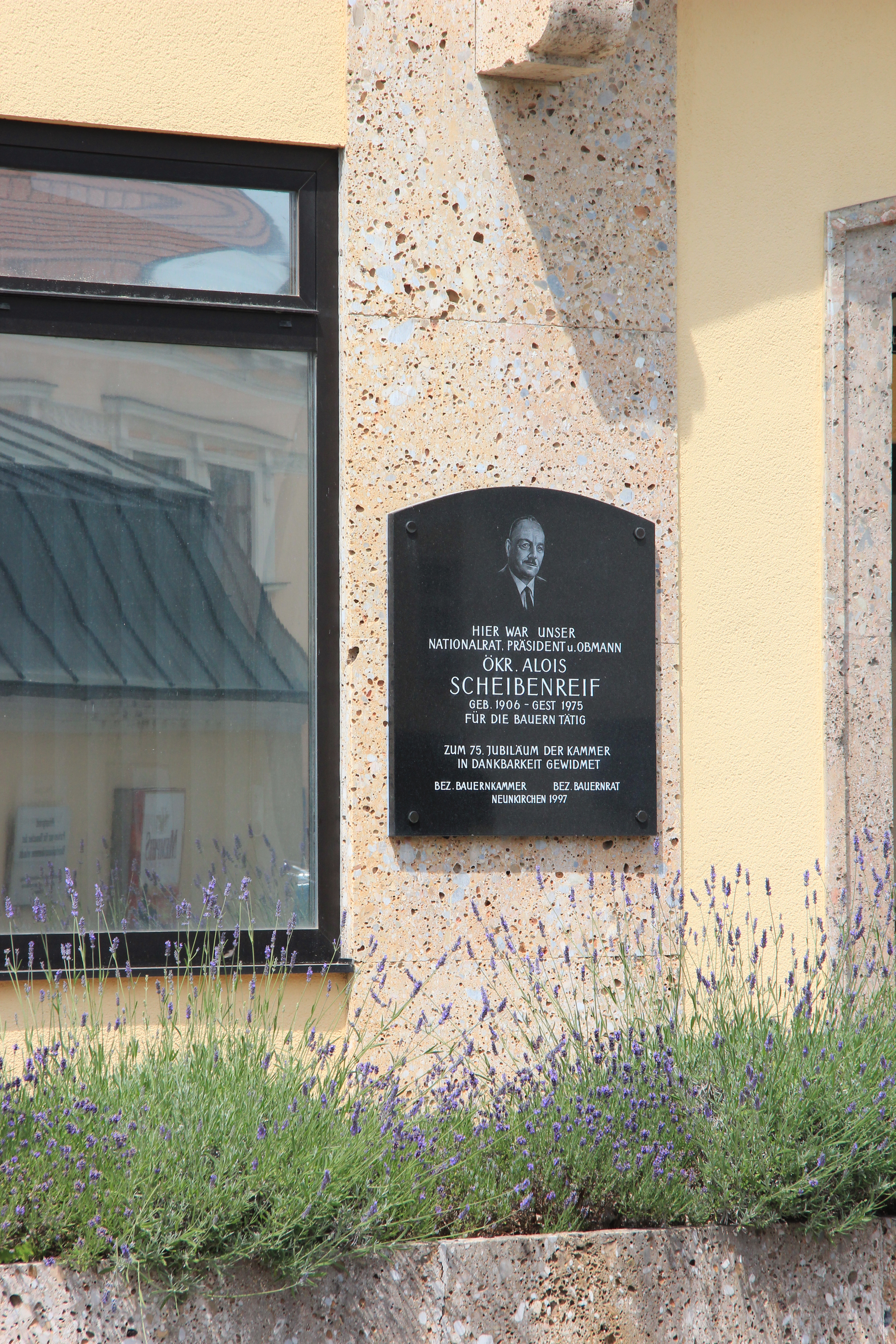
Tafel an der NÖ Bauernkammer in Neunkirchen, Niederösterreich

Alois Scheibenreif (* 20. April 1906 in Reith, Gemeinde Ternitz, Bezirk Neunkirchen; † 21. Dezember 1975 in Neunkirchen) war ein österreichischer Politiker (ÖVP) und Landwirt. Scheibenreif war von 1934 bis 1938 Mitglied des Landtags von Niederösterreich und von 1945 bis 1967 Abgeordneter zum Nationalrat.
Scheibenreif besuchte die Volksschule und absolvierte Kurse im bäuerlichen Volksbildungsheim Hubertendorf. Er war als Landwirt in Reith tätig. Scheibenreif engagierte sich zwischen 1925 und 1937 als Landesverbandsobmann der Niederösterreichischen Fortbildungsvereine und war zwischen 1934 und 1938 Gemeinderat von Flatz. Zudem war er als Obmannstellvertreter des Niederösterreichischen Bauernbundes aktiv.
Scheibenreif war zwischen dem 22. November 1934 und dem 12. März 1938 Vertreter der Land- und Forstwirtschaft im Ständischen Landtag von Niederösterreich. Nach der Machtübernahme der Nationalsozialisten wurde Scheibenreif zwei Mal verhaftet. Nach dem Ende des Zweiten Weltkriegs wurde Scheibenreif am 19. Dezember 1945 als Abgeordneter zum Nationalrat angelobt. Er übte sein Mandat bis zum 7. Dezember 1967 aus. Daneben hatte er ab 1947 die Funktion des Obmann der land- und forstwirtschaftlichen Sozialversicherungsanstalt inne und war ab 1950 Vizepräsident sowie zwischen 1962 und 1970 Präsident der Landwirtschaftskammer Niederösterreich.